# くり万・芳恵の学校ぐるみ放課後ベストテン
くり万・芳恵の学校ぐるみ放課後ベストテン（くりまんよしえのがっこうぐるみほうかごベストテン）は、1981年11月8日から1985年6月30日までニッポン放送の制作で、日曜日午前の時間帯で放送されていたラジオ番組。森永製菓の一社提供。

## パーソナリティ
- くり万太郎 （当時ニッポン放送アナウンサー）
- 柏原芳恵
（1982年9月まで芸名が『柏原よしえ』だったため、番組タイトルも『くり万・よしえの学校ぐるみ放課後ベストテン』だった。）
（1982年5月から1983年4月まで同じニッポン放送では『塚たん・芳恵のランナウェイ!サウンドレポート』（塚たんくろうこと塚越孝と共演）と二本掛け持ちだった。）

## 概要
ランキング番組の一種であるが、番組から協力してもらっている高校、中学校、小学校各校の放送部に自分の学校の人気曲ベストテン（上位10曲）を調べて作成してもらい、本番組で抽出した中からそれを発表。合わせて総合ランキングも発表するため、「○○校では第○位だが、総合では第○位」という形式の発表が行われる。協力校希望として本番組に申し込むと、「レポートシート」と言われる書き込み用シートが局から返送されることとなっており、1982年6月頃の時点で協力校の数は400校を超えるほどになっていた。そしてくり万太郎が毎週その協力校を訪問してインタビューし、その模様を放送するパートがあった。
ベストテン発表以外でのコーナーに『ハッハッハッガキスペシャル』コーナーがあり、ここでは学校で起きた変わった出来事やクラブ活動でなど、学校や自分の身近な周囲でのエピソードを綴ったはがきを主に募集。学校に関するテーマ別にはがきを募集していたこともあった。このコーナーではがきを読まれたリスナーには、希望するLP盤がプレゼントされていた。

## 放送時間・ネット局
- ニッポン放送：日曜日 8:00 - 8:30 
（当時の日曜日7:00 - 12:00の放送枠『朝から音楽めいっぱい!!サンデーモーニングワイド』内で放送）
- 毎日放送（MBSラジオ）：日曜日 11:30 - 12:00